# India op de Olympische Zomerspelen 1996
India nam deel aan de Olympische Zomerspelen 1996 in Atlanta, Verenigde Staten. Er werd 1 bronzen medaille gewonnen in het tennis.

## Medailleoverzicht
| Sport  | Olympiër     | Discipline    | Medaille |
| ------ | ------------ | ------------- | -------- |
| Tennis | Leander Paes | enkelspel (m) | Brons    |

## Deelnemers en resultaten

### Atletiek
| Olympiër                                                                 | Discipline       | Resultaat | Prestatie                      |
| ------------------------------------------------------------------------ | ---------------- | --------- | ------------------------------ |
| Bahadur Prasad                                                           | 1500m (m)        | 43e       | serie 5: 8ste in 3.46,16       |
| Shakti Singh                                                             | discuswerpen (m) | 30e       | kwalificatie: 30ste met 56,58m |
|                                                                          |                  |           |                                |
| Beenamol Mathew Rosakutty Kunnath Chacko Jyotirmoyee Sikdar Shiny Wilson | 4x400m (v)       | DSQ       | serie 1: gediskwalificeerd     |

### Badminton
| Olympiër               | Discipline    | Resultaat | Prestatie                                                                           |
| ---------------------- | ------------- | --------- | ----------------------------------------------------------------------------------- |
| Deepankar Bhattacharya | enkelspel (m) | 17e       | 1ste ronde: vrij 2de ronde: V van INA Arbi: 5-15, 4-15                              |
|                        |               |           |                                                                                     |
| P.V.V. Lakshmi         | enkelspel (v) | 17e       | 1ste ronde: W van GBR Gibson: 11-6, 11-6 2de ronde: V van POL Krasowska: 5-11, 6-11 |

### Boksen
| Olympiër       | Discipline | Resultaat | Prestatie                                                      |
| -------------- | ---------- | --------- | -------------------------------------------------------------- |
| Debendra Thapa | -48kg (m)  | 17e       | 1ste ronde: V van RSA Makepula: scheidsrechterlijke beslissing |
| Gurcharn Singh | -81kg (m)  | 17e       | 1ste ronde: V van PUR Flores: 7-15                             |
| Lakha Singh    | -91kg (m)  | 17e       | 1ste ronde: V van POL Bartnik: 2-14                            |

### Boogschieten
| Olympiër                                    | Discipline      | Resultaat | Prestatie |
| ------------------------------------------- | --------------- | --------- | --- |
| Skalzang Dorje                              | individueel (m) | 33e       | plaatsingsronde: 55ste met 634 punten 1ste ronde: V van ITA Bisiani: 156-167                                         |
| Changte Lalremsaga                          | individueel (m) | 17e       | plaatsingsronde: 32ste met 650 punten 1ste ronde: W van NZL Lindsay: 169-157 2de ronde: V van ITA Frangilli: 158-164 |
| Limba Ram                                   | individueel (m) | 33e       | plaatsingsronde: 44ste met 644 punten 1ste ronde: V van BEL Vermeiren: 140-165                                       |
| Skalzang Dorje Changte Lalremsaga Limba Ram | team (m)        | 9e        | plaatsingsronde: 14de met 1928 punten 1ste ronde: V van Verenigde Staten: 235-251                                    |

### Gewichtheffen
| Olympiër                 | Discipline | Resultaat | Prestatie                                                          |
| ------------------------ | ---------- | --------- | ------------------------------------------------------------------ |
| Badathala Adisekhar      | -54kg (m)  | 18e       | trekken: 14de met 105kg stoten: 18de met 125kg totaal: 230kg       |
| Raghavan Chanderasekaran | -59kg (m)  | 11e       | trekken: 12de met 112,5kg stoten: 11de met 140kg totaal: 252,5kg   |
| Sandeep Kumar            | -64kg (m)  | 33e       | trekken: 33ste met 110kg stoten: 33ste met 142,5kg totaal: 252,5kg |
| Samsudeen Kabeer         | -70kg (m)  | 23e       | trekken: 23ste met 125kg stoten: 23ste met 150kg totaal: 275kg     |
| Satheesha Rai            | -76kg (m)  | 15e       | trekken: 17de met 140kg stoten: 14de met 177,5kg totaal: 317,5kg   |

### Hockey
| Olympiër | Discipline | Resultaat | Prestatie |
| --- | ---------- | --------- | --- |
| Subbaiah Anjaparavanda Harpreet Singh Mohammed Riaz Sanjeev Kumar Baljeet Singh Sabu Varkey Mukesh Kumar Rahul Singh Dhanraj Pillay Pargat Singh Baljit Singh Dhillon Alloysuis Edwards Anil Alexander Gavin Ferreira Ramandeep Singh Dilip Tirkey | mannen     | 8e        | groep A: 3de V van Argentinië: 0-1 G van Duitsland: 1-1 W van Verenigde Staten: 4-0 G van Pakistan: 0-0 W van Spanje: 3-1 5-8ste plek: V van Zuid-Korea: 3-3 (3-5) 7-8ste plek: V van Groot-Brittannië: 3-4 |

| Groep A |                  |             |             |             |             |            |            |            |        |
| #       | Land             | Wedstrijden | Wedstrijden | Wedstrijden | Wedstrijden | Doelpunten | Doelpunten | Doelpunten | Punten |
| #       | Land             | G           | W           | G           | V           | V          | T          | Saldo      | Punten |
| 1       | Spanje           | 5           | 4           | 1           | 0           | 14         | 5          | +9         | 8      |
| 2       | Duitsland        | 5           | 3           | 1           | 1           | 10         | 3          | +7         | 7      |
| 3       | India            | 5           | 2           | 2           | 1           | 8          | 3          | +5         | 5      |
| 4       | Pakistan         | 5           | 2           | 1           | 2           | 11         | 8          | +3         | 5      |
| 5       | Argentinië       | 5           | 2           | 0           | 3           | 9          | 13         | -4         | 4      |
| 6       | Verenigde Staten | 5           | 0           | 0           | 5           | 3          | 23         | -20        | 0      |

| Ronde       | Datum   | Plaats           | Land | Score            | Land |
| ----------- | ------- | ---------------- | ---- | ---------------- | ---- |
| Groepsfase  |         |                  |      |                  |      |
| 20 juli     | Atlanta | India            | 0-1  | Argentinië       |      |
| 22 juli     | Atlanta | Duitsland        | 1-1  | India            |      |
| 24 juli     | Atlanta | Verenigde Staten | 0-4  | India            |      |
| 26 juli     | Atlanta | Pakistan         | 0-0  | India            |      |
| 28 juli     | Atlanta | Spanje           | 1-3  | India            |      |
| 5-8ste plek |         |                  |      |                  |      |
| 31 juli     | Atlanta | India            | 3-3  | Zuid-Korea       |      |
| 7-8ste plek |         |                  |      |                  |      |
| 2 augustus  | Atlanta | India            | 3-4  | Groot-Brittannië |      |

### Judo
| Olympiër       | Discipline | Resultaat | Prestatie                                                    |
| -------------- | ---------- | --------- | ------------------------------------------------------------ |
| Narender Singh | -60kg (m)  | 21e       | 1ste ronde: W van IRL Sullivan 2de ronde: V van BLR Bagirov  |
| Najib Aga      | -65kg (m)  | 13e       | 1ste ronde: V van HUN Csák herkansingen: V van RSA MacKinnon |
|                |            |           |                                                              |
| Sunith Thakur  | -52kg (v)  | 14e       | 1ste ronde: vrij 2de ronde: V van JPN Narazaki               |
| Arti Kohli     | -72kg (v)  | 13e       | 1ste ronde: V van CUB Rodríguez                              |

### Paardensport
| Olympiër       | Discipline  | Resultaat | Prestatie                                                          |
| Eventing       | Eventing    | Eventing  | Eventing                                                           |
| -------------- | ----------- | --------- | ------------------------------------------------------------------ |
| Indrajit Lamba | individueel | DNF       | dressuur: 35ste met 79,4 strafpunten cross-country: niet gefinisht |

### Schietsport
| Olympiër      | Discipline           | Resultaat | Prestatie                          |
| ------------- | -------------------- | --------- | ---------------------------------- |
| Jaspal Rana   | 50m pistool (m)      | 45e       | kwalificatie: 45ste met 534 punten |
| Jaspal Rana   | 10m luchtpistool (m) | 29e       | kwalificatie: 29ste met 574 punten |
| Mansher Singh | trap (m)             | 31e       | kwalificatie: 31ste met 118 punten |

### Tafeltennis
| Olympiër       | Discipline    | Resultaat | Prestatie                                                                                |
| -------------- | ------------- | --------- | ---------------------------------------------------------------------------------------- |
| Chetan Baboor  | enkelspel (m) | 49e       | groep P: 4de V van GRE Kreanga: 0-2 V van NGR Toriola: 1-2 V van FRA Chila: 1-2          |
|                |               |           |                                                                                          |
| Ambika Radhika | enkelspel (v) | 49e       | groep N: 4de V van ROU Badescu: 0-2 V van LTU Paškauskienė: 0-2 V van NED Vrieskoop: 0-2 |

### Tennis
| Olympiër                     | Discipline     | Resultaat | Prestatie |
| ---------------------------- | -------------- | --------- | --- |
| Leander Paes                 | enkelspel (m)  | Brons     | 1ste ronde: W van USA Reneberg: 6-7, 7-6, 1-0, opgave 2de ronde: W van VEN Pereira: 6-2, 6-3 3de ronde: W van SWE Enqvist: 7-5, 7-6 kwartfinale: W van ITA Furlan: 6-1, 7-5 halve finale: V van USA Agassi: 6-7, 3-6 bronzen finale: W van BRA Meligeni: 3-6, 6-2, 6-4 |
| Mahesh Bhupathi Leander Paes | dubbelspel (m) | 9e        | 1ste ronde: W van CHN Pan/Xia: 4-6, 6-4, 6-4 2de ronde: V van AUS Woodbridge/Woodforde: 6-4, 2-6, 2-6 |

### Worstelen
| Olympiër       | Discipline     | Resultaat      | Prestatie                                                 |
| Grieks-Romeins | Grieks-Romeins | Grieks-Romeins | Grieks-Romeins                                            |
| -------------- | -------------- | -------------- | --------------------------------------------------------- |
| Pappu Yadav    | -52kg (m)      | 18e            | 1ste ronde: V van KOR Ha 2de ronde: V van UKR Kalashnykov |

### Zwemmen
| Olympiër         | Discipline         | Resultaat | Prestatie             |
| ---------------- | ------------------ | --------- | --------------------- |
| Sebastian Xavier | 50m vrije slag (m) | 49e       | serie 4: 6de in 24,15 |
|                  |                    |           |                       |
| Sangeeta Puri    | 50m vrije slag (v) | 48e       | serie 1: 2de in 28,02 |

Afghanistan · Albanië · Algerije · Amerikaanse Maagdeneilanden · Amerikaans-Samoa · Andorra · Angola · Antigua‑Barbuda · Argentinië · Armenië · Aruba · Australië · Azerbeidzjan · Bahama's · Bahrein · Bangladesh · Barbados · België · Belize · Benin · Bermuda · Bhutan · Bolivia · Bosnië en Herzegovina · Botswana · Brazilië · Britse Maagdeneilanden · Brunei · Bulgarije · Burkina Faso · Burundi · Cambodja · Canada · Centraal-Afrikaanse Republiek · Chili · China · Chinees Taipei · Colombia · Comoren · Congo-Brazzaville · Cookeilanden · Costa Rica · Cuba · Cyprus · Denemarken · Djibouti · Dominica · Dominicaanse Republiek · Duitsland · Ecuador · Egypte · El Salvador · Equatoriaal-Guinea · Estland · Ethiopië · Fiji · Filipijnen · Finland · Frankrijk · Gabon · Gambia · Georgië · Ghana · Grenada · Griekenland · Groot-Brittannië · Guam · Guatemala · Guinee · Guinee-Bissau · Guyana · Haïti · Honduras · Hongarije · Hongkong · Ierland · IJsland · India · Indonesië · Irak · Iran · Israël · Italië · Ivoorkust · Jamaica · Japan · Jemen · Joegoslavië · Jordanië · Kaaimaneilanden · Kaapverdië · Kameroen · Kazachstan · Kenia · Kirgizië · Koeweit · Kroatië · Laos · Lesotho · Letland · Libanon · Liberia · Libië · Liechtenstein · Litouwen · Luxemburg ·  Macedonië · Madagaskar · Malawi · Malediven · Maleisië · Mali · Malta · Marokko · Mauritanië · Mauritius · Mexico · Moldavië · Monaco · Mongolië · Mozambique · Myanmar · Namibië · Nauru · Nederland · Nederlandse Antillen · Nepal · Nicaragua · Nieuw-Zeeland · Niger · Nigeria · Noord-Korea · Noorwegen · Oeganda · Oekraïne · Oezbekistan · Oman · Oostenrijk · Pakistan · Palestina · Panama · Papoea-Nieuw-Guinea · Paraguay · Peru · Polen · Portugal · Puerto Rico · Qatar · Roemenië · Rusland · Rwanda · Saint Kitts en Nevis · Saint Lucia · Saint Vincent en Grenadines · Salomonseilanden · Samoa · San Marino · Sao Tomé en Principe · Saoedi-Arabië · Senegal · Seychellen · Sierra Leone · Singapore · Slovenië · Slowakije · Soedan · Somalië · Spanje · Sri Lanka · Suriname · Swaziland · Syrië · Tadzjikistan · Tanzania · Thailand · Togo · Tonga · Trinidad en Tobago · Tsjaad · Tsjechië · Tunesië · Turkije · Turkmenistan · Uruguay · Vanuatu · Venezuela · Verenigde Arabische Emiraten · Verenigde Staten · Vietnam · Wit-Rusland · Zaïre · Zambia · Zimbabwe · Zuid-Afrika · Zuid-Korea · Zweden · Zwitserland